# ラ・ポルボリージャ鉄橋
ラ・ポルボリージャ鉄橋（Viaducto La Polvorilla）は、アルゼンチンのベルグラーノ将軍鉄道のC-14支線に存在する鉄橋である。座標は南緯24度12分09秒 西経66度24分52秒 / 南緯24.202623度 西経66.414381度座標: 南緯24度12分09秒 西経66度24分52秒 / 南緯24.202623度 西経66.414381度。
この鉄橋は鋼鉄製で、端から端までの長さは223.5m、地面からの高さは最高63m、総重量は1590トン。位置の標高は4200mであり、地球上で最も高い地点に存在する鉄道橋の一つと言われる。
貨物輸送が中心の路線であるが、1970年代よりアルゼンチン国鉄はこの鉄橋での滞在を含む観光旅客列車の運行を雲上の列車の名前で開始した。
この鉄橋は近くのサン・アントニオ銅山、そしてアンデス山脈を超えた先にあるチリの港町アントファガスタへ向かう鉄道工事の一環として、著名な技師であるリチャード・モーリーの指導で作られた。建設計画の初期段階ではこの鉄橋の場所より18km北の地点を経由する案も検討されたが、最終的に長大な鉄橋を架け距離を短縮する方法が選ばれた。完成するまでの建設工事では3名の労働者が犠牲となり、鉱山の墓地に葬られている。

## ギャラリー

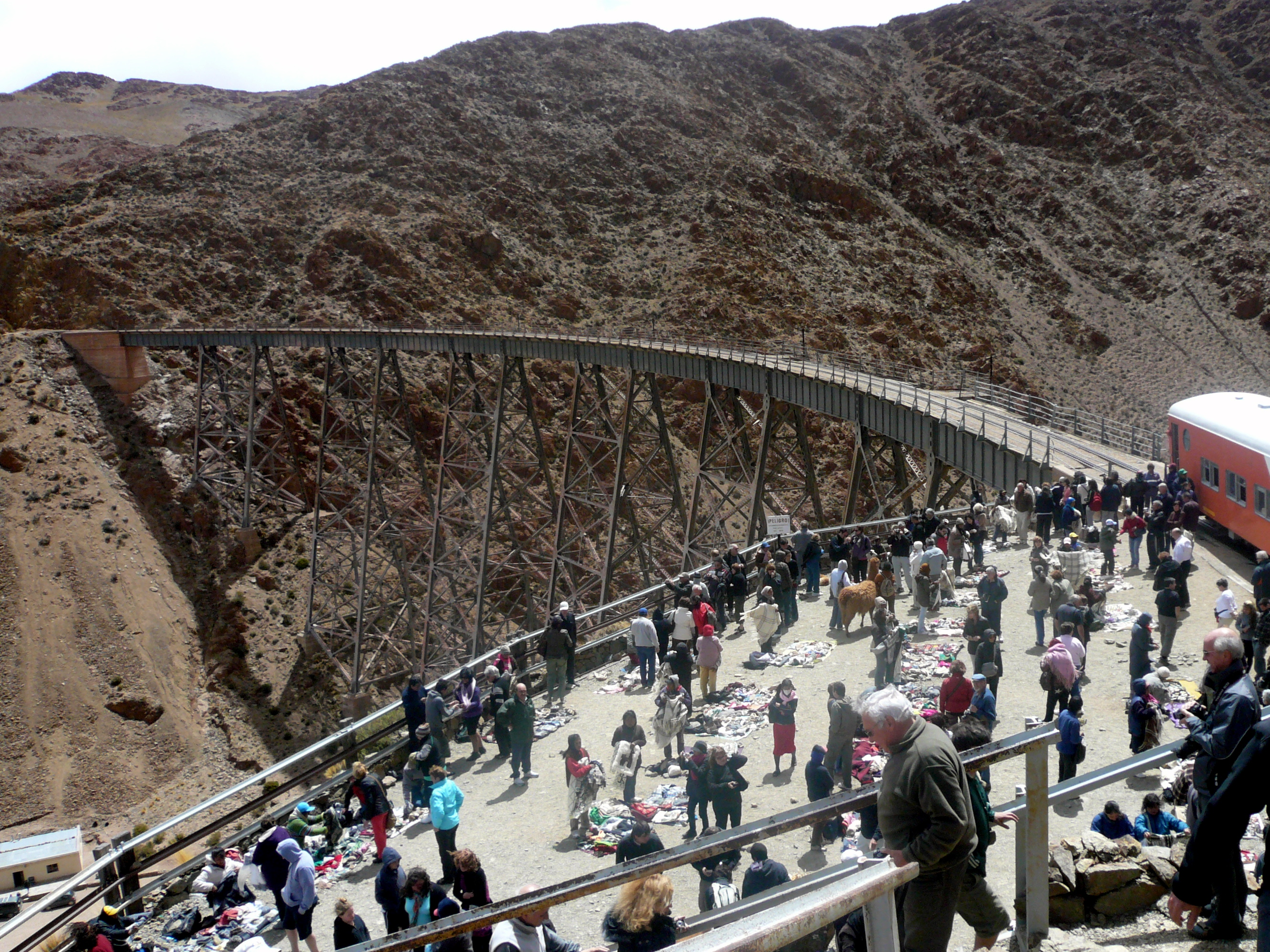
ラ・ポルボリージャ鉄橋と先住民コラ族（スペイン語版）
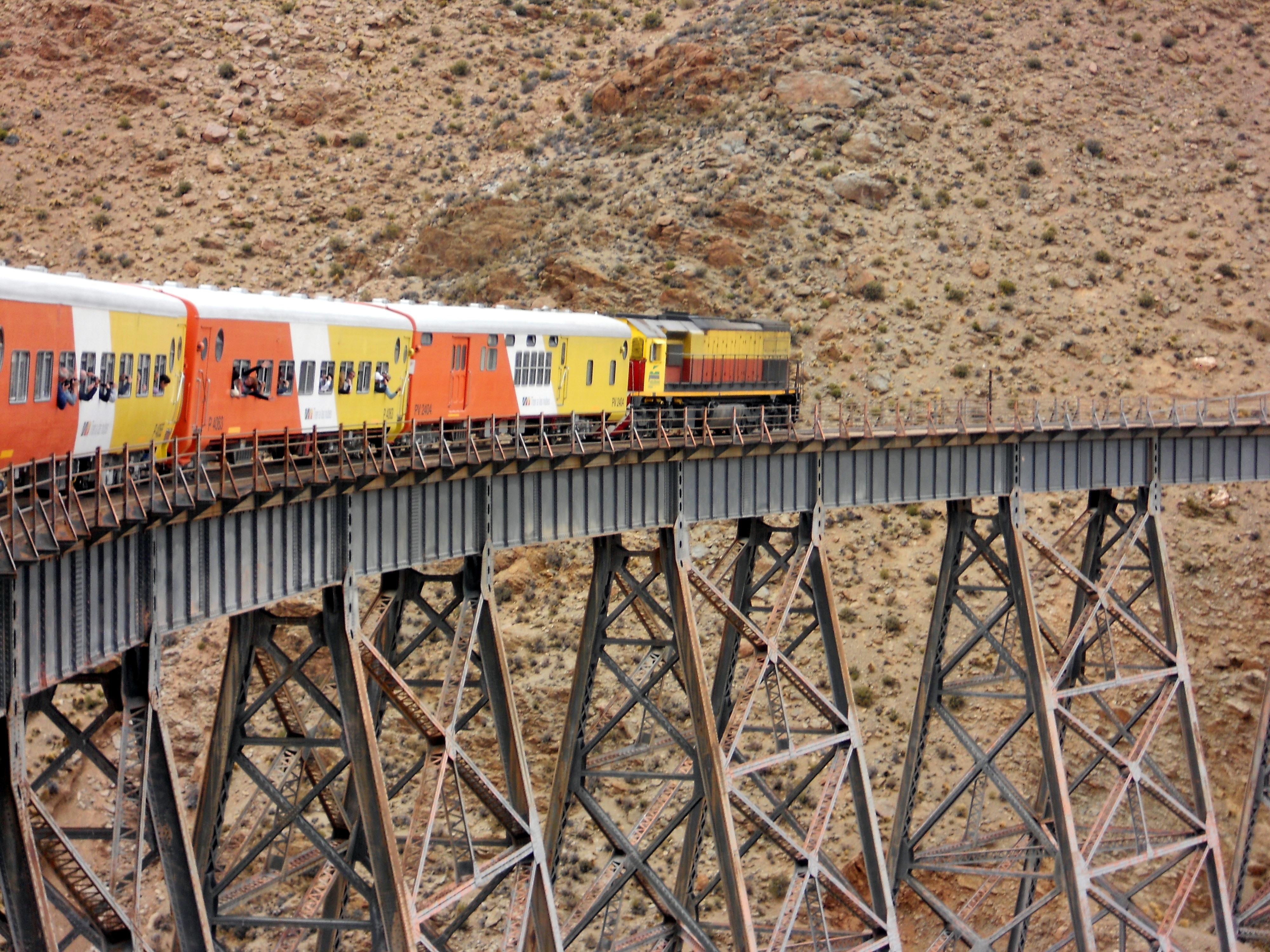
同鉄橋を渡る雲上の列車（スペイン語版） 客車はアルゼンチンのMaterfer製
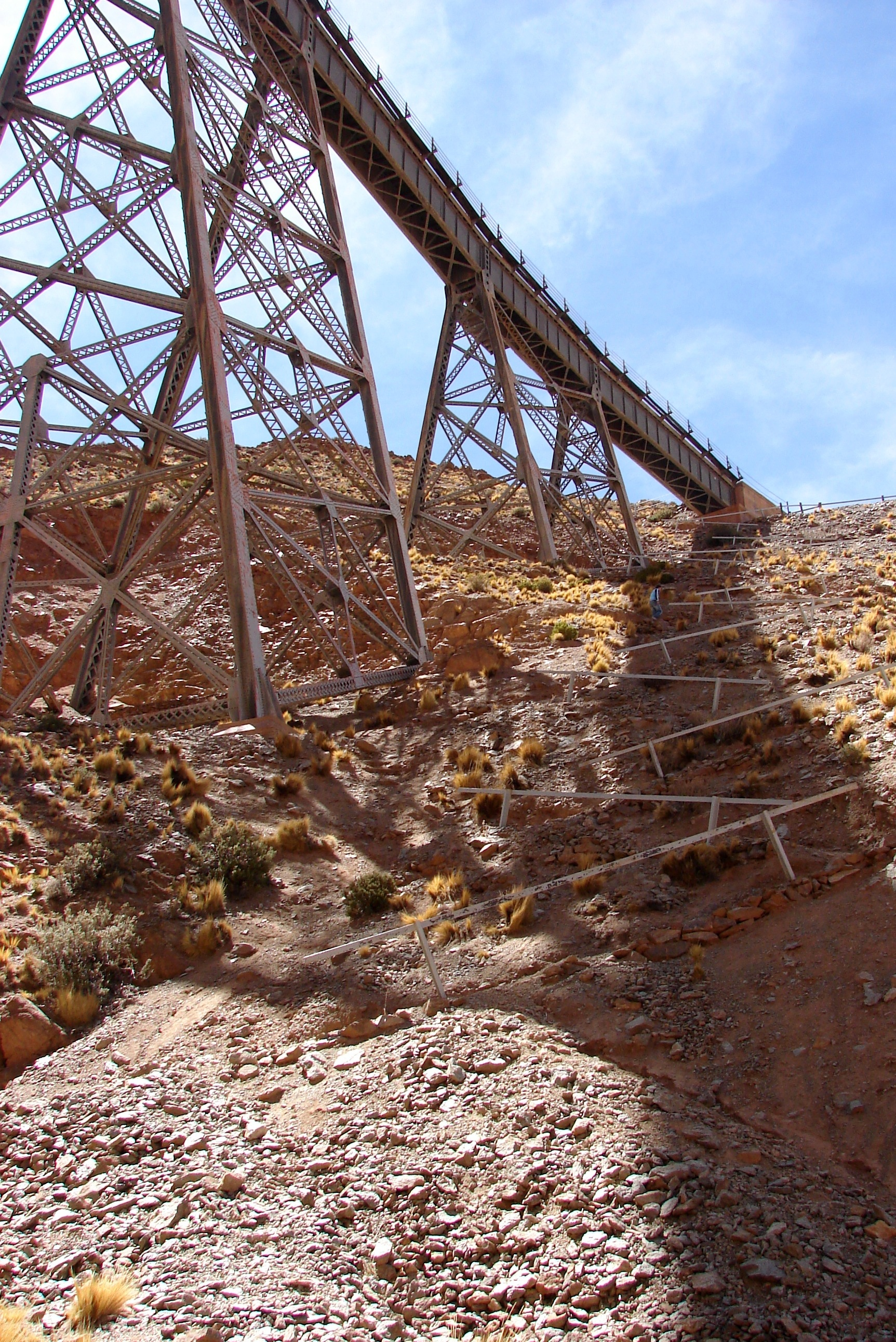
鉄橋東詰の基礎部分の斜面
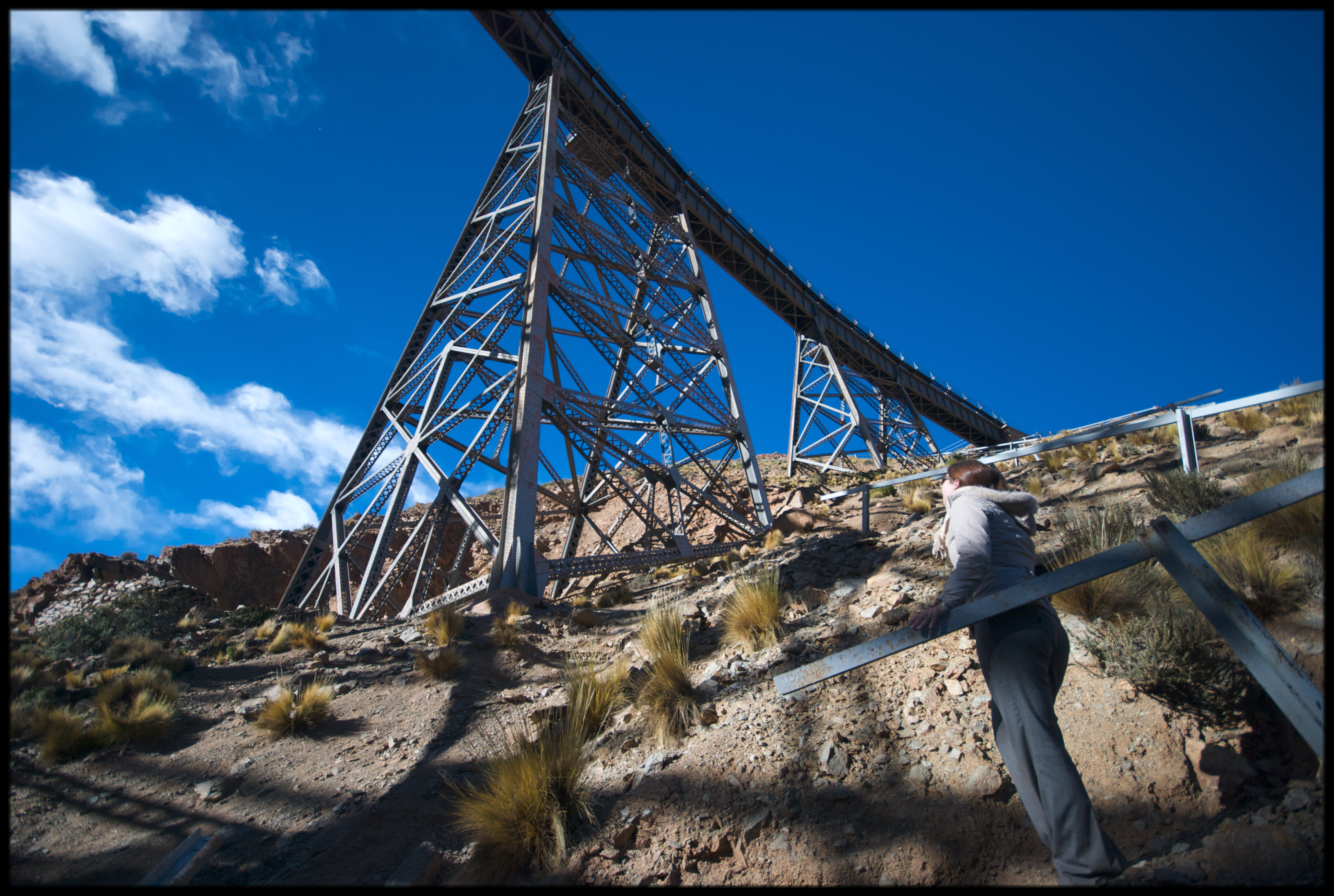
同左
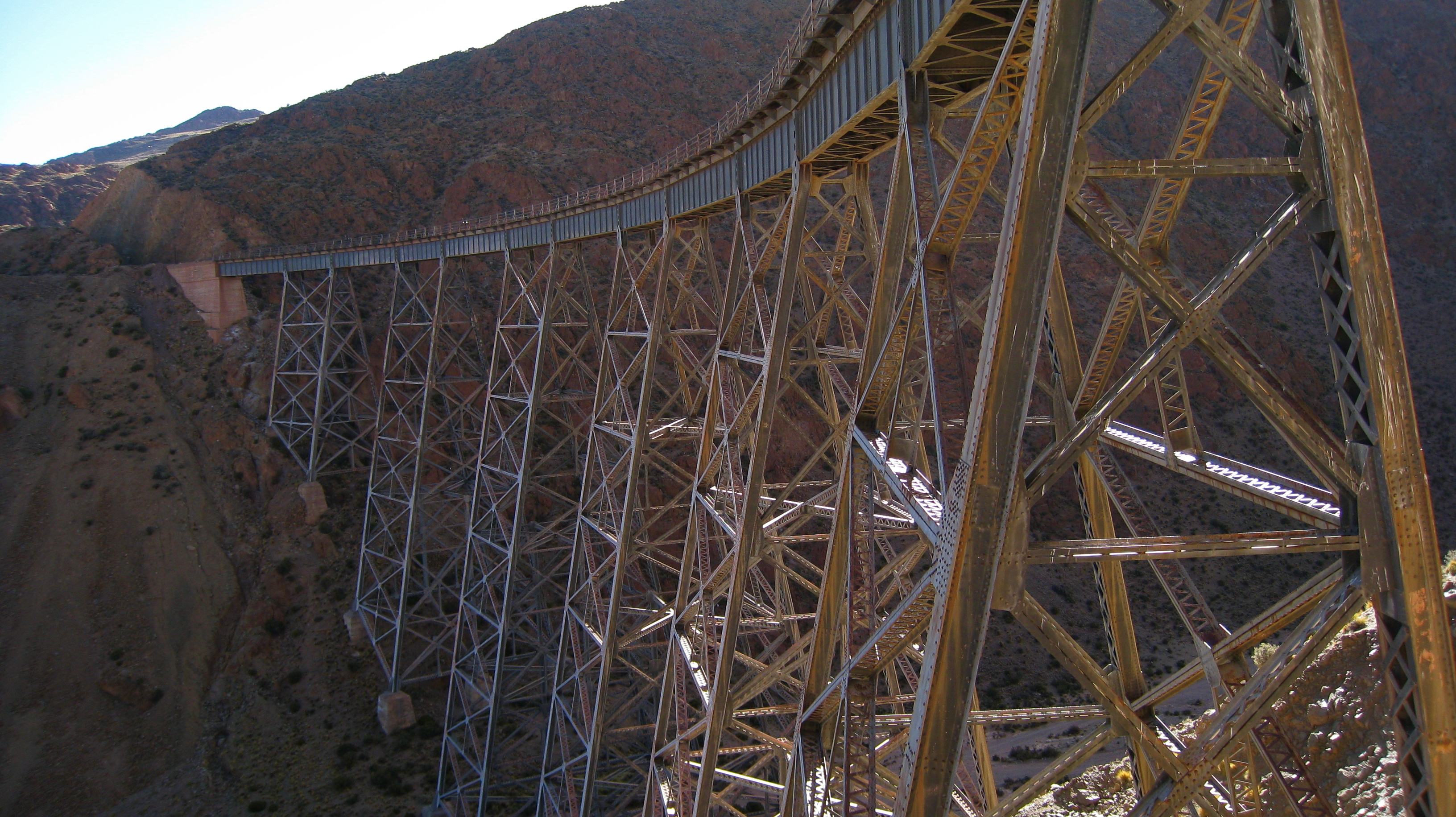
東詰から橋の全景を望む